# 1 م

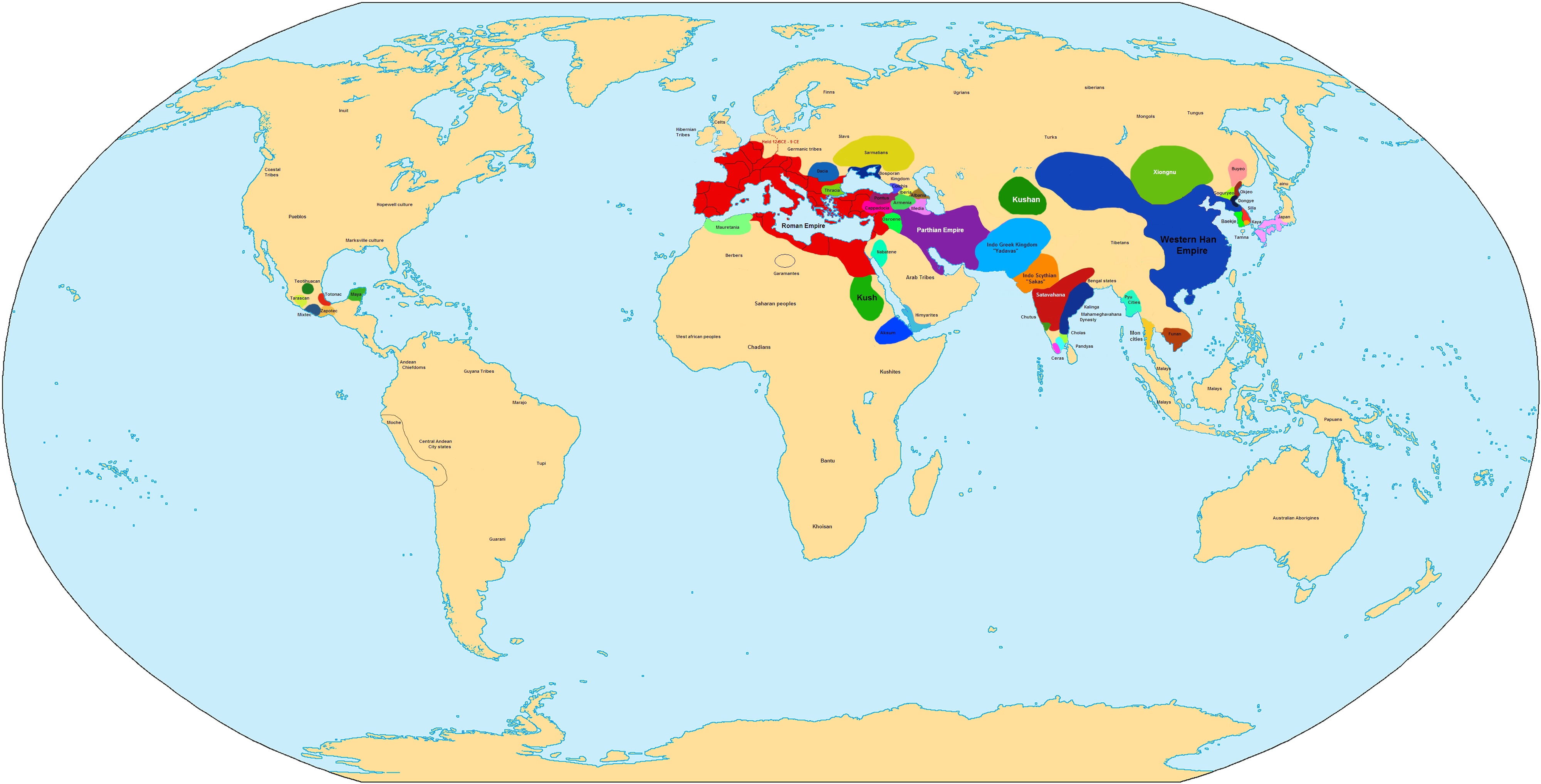
العالم في عام 1 م

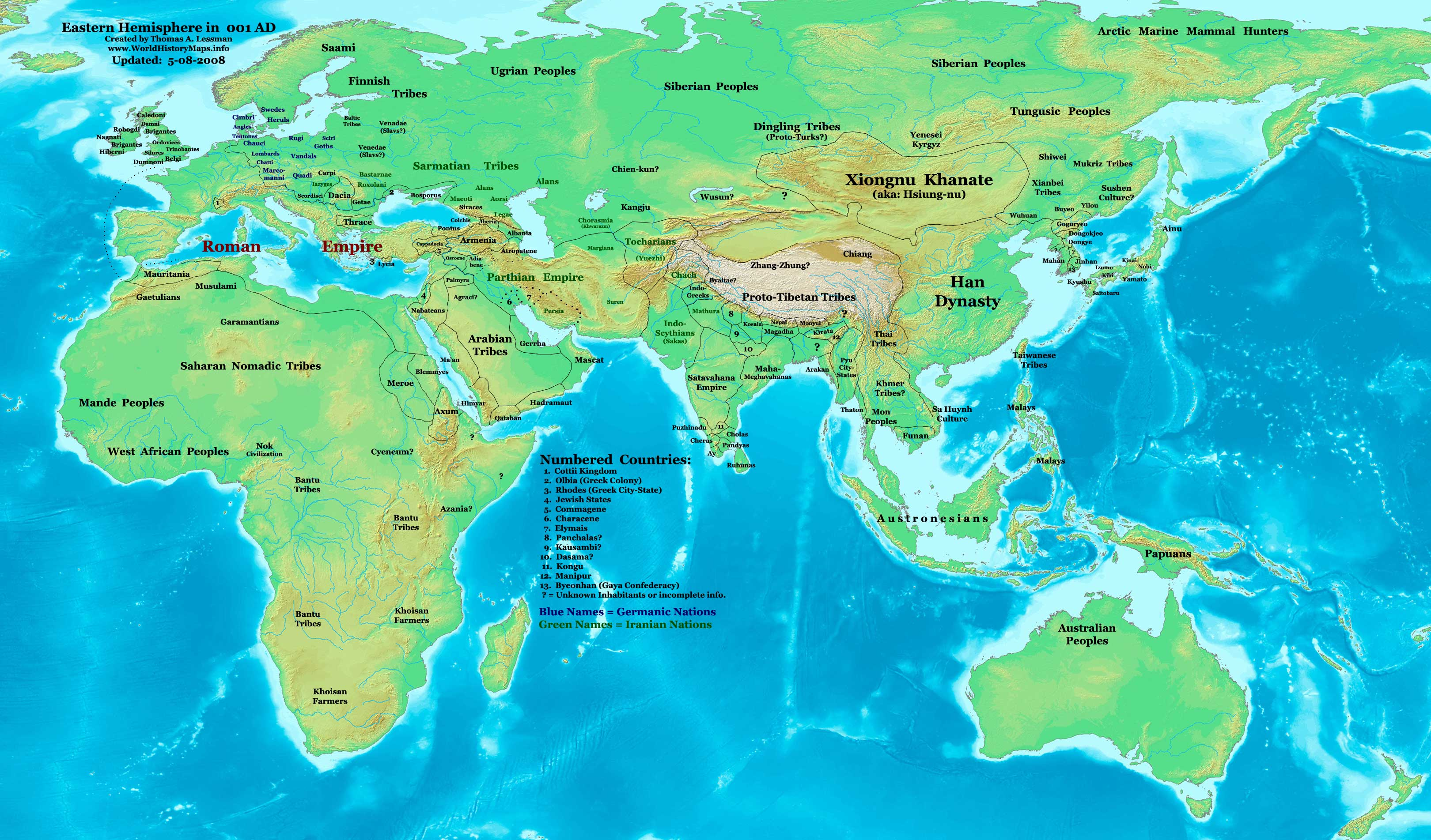
نصف الكرة الأرضية الشرقي في عام 1 م

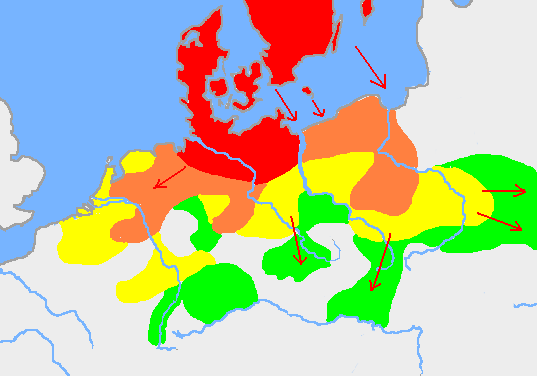
القبائل الجرمانية في أوروبا عام 1 م

العام 1 م هو وصف أطلق في بداية العصور الوسطى عندما وضع التقويم الميلادي في أوروبا لتسمية الأعوام، ويسبقه عام 1 ق.م وفقًا للتقويم اليولياني الذي لا يحتوي على العام 0.

## أحداث

### حسب مكان

#### الإمبراطورية الرومانية
- تيبيريوس يشن حملة عسكرية بموجب أمر من الأمبراطور أغسطس، لإخماد الثورات في جرمانية (1 م - 5 م).
- تعيين كل من غايوس قيصر ولوسيوس أميليوس باولوس كقنصلين.
- غايوس قيصر يتزوج ليفيلا ابنة أنطونيا الصغرى ونيرو كلوديوس دروسوس، في محاولة لاكتساب مكانة مميزة.
- كيرينيوس يصبح كبير مستشاري غايوس في أرمينيا. ويخدم غنايوس دوميتيوس أهينوباربوس (ابن لوسيوس دوميتيوس أهينوباربوس والذي خدم كقنصل في سنة 16 قبل الميلاد) في الحملة أيضاً.
- أريوس بيانيوس يصبح حاكمًا لأثينا باسم إبونيموس أركون.

#### آسيا
- بداية فترة يوانشي في سلالة هان الصينية.
- كونفوشيوس يحصل على أول ألقابه الملكية (لقب بعد الوفاة) وهو السيد باوتشينغشن ني.
- الإمبراطور بينغ يبدأ عهده، وإعادة تعيين وانغ مانغ كوصي على العرش من قبل الإمبراطورة الأرملة الكبرى وانغ.
- وفاة سابادبيزيس أمير يويشي، وملك كوشان (باختر)، ويخلفه هيرايوس كملك.

#### أفريقيا
- تأسيس مملكة أكسوم في موقع دولتي إثيوبيا وإرتريا الآن في العصر الحديث (تاريخ تقريبي).
- وفاة أماني شكتو ملكة مملكة كوش (نوبيون)، وابنها نتكامانى يصبح ملك كوش.

#### الأمريكتين
- الموكسو يتوقفون عن تشكيل أهمية دينية في أمريكا الجنوبية.
- بداية حضارة تيوتيهواكان في وسط أمريكا (تاريخ تقريبي).
- المايا يبدأون طقوس التضحية والبتر.
- بداية المرحلة الثانية من حضارة الأولمك، وازدياد عدد سكان سان لورينزو ولي فينتا.

### حسب الموضوع

#### الفنون والعلوم
- أوفيد يؤلف قصيدته التحولات.
- تيتوس ليفيوس يواصل كتابة كتابه الضخم تاريخ روما (أب أوربي كونديتا ليبري).

#### الأديان
- مولد المسيح، كما ذكره ديونيسيوس إكسيغوس في عصر أنو دوميني، وذلك وفقاً لعالم واحد على الأقل.[1][2] مع ذلك فإن بعض العلماء وضعوا مولد المسيح في السنة التي قبلها (1 ق م.[1] مع ذلك فإن العلماء الحديثين لا يأخذون بموثوقية حسابات ديونيسيوس، ويضعون هذا الحدث قبل بعدة سنوات (شاهد تاريخية المسيح).[3]

## المواليد
- مولد يسوع المسيح، كما ذكره ديونيسيوس إكسيغوس في عصر أنو دوميني، وذلك وفقاً لعالم واحد على الأقل. مع ذلك فإن بعض العلماء وضعوا مولد المسيح في السنة التي قبلها 1 ق.م، مع ذلك فإن العلماء الحديثين لا يأخذون بموثوقية حسابات ديونيسيوس، ويضعون هذا الحدث قبل بعدة سنوات (شاهد تاريخية المسيح).
- لوسيوس جنيوس غاليو أنايانوس والي روماني (توفي عام 65 م).
- كوينستيليوس فاروس ابن بوبليوس كوينكتيليوس فاروس وكلوديا بولكرا (توفي عام 27 م تقريبًا).
- بالاس العبد المحرر اليوناني والمستشار السياسي (توفي عام 63 م تقريبًا).

## الوفيات
- أرشاك الثاني ملك إبيريا من أسرة نمروديد.
- سابادبيزيس ملك كوشان.
- أماني شكتو ملكة مملكة كوش.